# 7248 Älvsjö
För andra betydelser, se Älvsjö (olika betydelser).
7248 Älvsjö är en asteroid i huvudbältet som upptäcktes den 1 mars 1992 i samband med projektet UESAC. Den fick den preliminära beteckningen 1992 EV21 och  namngavs senare efter Älvsjö, stadsdelen i Stockholm..
Älvsjös senaste periheliepassage skedde den 27 september 2022.